# Isotta Sportelli
Isotta Sportelli (Roma, 2 gennaio 2000) è una nuotatrice artistica italiana, specializzata nel duo misto.

## Biografia
La sua squadra di club è l'Aurelia Nuoto. 
Agli europei di nuoto di Budapest 2020, disputati nel maggio 2021 alla Duna Aréna, ha vinto la medaglia di bronzo nel duo misto programma tecnico, gareggiando con Nicolò Ogliari. I due si sono esibiti nell’esercizio “Robot”, con la coreografia di Rossella Pibiri e la colonna sonora Dubstepic Symph dei Robotboys, e si sono classificati alle spalle dei russi Majja Gurbanberdieva e Aleksandr Mal'cev e degli spagnoli Emma García e Pau Ribes.

## Palmarès
| Anno | Manifestazione    | Sede     | Evento                             | Risultato | Prestazione | Note |
| ---- | ----------------- | -------- | ---------------------------------- | --------- | ----------- | ---- |
| 2021 | Europei di nuoto  | Budapest | Duo misto (programma tecnico)      | Bronzo    | 77,4281 p.  |      |
| 2021 | Europei di nuoto  | Budapest | Duo misto (programma libero)       | Bronzo    | 81,8667 p.  |      |
| 2023 | Mondiali di nuoto | Fukuoka  | Gara a squadre (programma tecnico) | Argento   | 274,5155    |      |
| 2023 | Giochi europei    | Cracovia | Gara a squadre (programma tecnico) | Argento   | 249,1145    |      |
| 2023 | Giochi europei    | Cracovia | Gara a squadre (programma libero)  | Argento   | 253,4709    |      |
| 2023 | Giochi europei    | Cracovia | Routine acrobatica                 | Bronzo    | 201,9900    |      |